# Херсин
Херси́н (перс. هرسين‎) — город на западе Ирана, в провинции Керманшах. Административный центр шахрестана Херсин.
На 2006 год население составляло 51 562 человека; в национальном составе преобладают курды, в конфессиональном — мусульмане-шииты.
| 1986   | 1991   | 1996   | 2006   | 2010   |
| ------ | ------ | ------ | ------ | ------ |
| 42 535 | 52 544 | 55 079 | 51 562 | 50 114 |

Альтернативное название: Харсин.

## География
Город находится на востоке Керманшаха, в горной местности западного Загроса, на высоте 1 549 метров над уровнем моря.
Харсин расположен на расстоянии приблизительно 45 километров к востоку от Керманшаха, административного центра провинции и на расстоянии 370 километров к юго-западу от Тегерана, столицы страны.

## Достопримечательности
В 25 километрах юго-западнее Херсина расположены три высеченные в скале гробницы, относящиеся к периоду Мидийского царства.

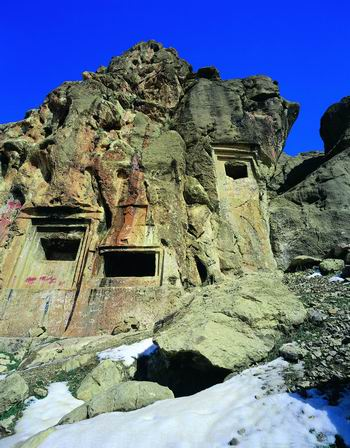
Скала Сакавенд, с высеченными в ней гробницами